# 補助動詞
補助動詞（ほじょどうし），是日語文法中透過接續另一個詞來執行語法功能的動詞，而不保留其原始的含義 (與動詞結合後意思改變)。與之類似的還有補助形容词，也稱為補助用言。

## 形式上的補助動詞
一般而言，補助動詞會接在動詞連用形的接續助詞「て」之後。（與日語語法中的「助動詞」不同）
「知っている」、「掛けてある」、「笑ってしまう」、「見ていく」、「変わってくる」、「代わってくださる」、「行ってもらう」等例子中，粗體字部分即為補助動詞。例如，「行く」在“途中で彼女と落ち合って行きます」此例句的情况下，用來表示「移動到某地」。但是在「これから見て行くように…」的情况下，則没有空間移動的意義，其表示時間變化或將來的動作。後面的「行く」為補助動詞，但在平假名中通常寫為「いく」。透過不同的表記方法也可以區分出不同的含意，例如「開けて見る」（看裡面）和「開けてみる」（嘗試開開看）。

### 例子
| 補助動詞 | 原意     | 接續涵義                                                               | 例句                           |
| -------- | -------- | ---------------------------------------------------------------------- | ------------------------------ |
| いる     | 停留（居る） | 正在進行動作或狀態                                                     | ( 妹妹正在看書。 )             |
| ある     | 存在（有る） | 已經結束的動作或狀態                                                   | （門開著。）                   |
| いく     | 前往（行く） | 表示時空由近而遠的過程、表示狀態變化(消失過程)、表示動作從此之後之持續 | （人口漸漸減少。）             |
| くる     | 過來（来る） | 表示時空由遠而近、表示狀態變化(顯現過程)、表示動作到此為止之持續       | （公車朝這裡開過來了。）       |
| しまう   | 結尾（仕舞う） | 表動作結束、感嘆（遺憾、失誤、不小心）、不經意的動作                   | （明明沒有笑點卻忍不住笑了。） |
| おく     | 放置（置く） | 表事前準備或放置不管的行為或狀態                                       | （到考試之前，先把單字背起來） |

| 補助動詞 | 原意     | 接續涵義               | 例句                     |
| -------- | -------- | ---------------------- | ------------------------ |
| やる     | 行為（遣る） | 表說話者的決心         | （我要從這家公司辭職！） |
| あげる   | 給予（上げる） | 表某人為他人做的行為   | （給男朋友做便當。）     |
| くれる   | 提供（呉れる） | 表他人為我做的行為     | （媽媽為我做便當。）     |
| もらう   | 收到（貰う） | 表收到他人為我做的行為 | （請媽媽幫我做便當。）   |

| 補助動詞 | 原意         | 接續涵義       | 例句                             |
| -------- | ------------ | -------------- | -------------------------------- |
| みる     | 看（）       | 表嘗試         | （一起想想看吧！）               |
| みせる   | 使、讓看（見せる） | 表說話者的決心 | （我一定要成為億萬富翁給你看。） |

其中，「てる」、「とく」、「てく」、「ちまう、ちゃう」、「じまう、じゃう」等等，是「「ている」、「ておく」、「ていく」、「てしまう」、「でしまう」的縮約表現。
而與補助動詞用法相似的還有補助形容詞，如｢てほしい｣。（欲しい為形容詞。）

## 功能上的補助動詞
功能上來說，補助動詞會直接接續在動詞連用形和形容詞、形容動詞的詞幹之後，例如「笑いあう」、「動き出す」和「明るすぎる」，文法上類似於助動詞。一般而言整體會被視為一個複合動詞（接續部分稱為後項動詞）。但是與「押し付ける」、「引き離す」、「たたき起こす」等狹義的複合動詞（語彙複合動詞）相比未必保留原意，與前述等動詞的組合並沒有被限定。助動詞介入的情况很多，比如「掃除させ始める」（所以若只把助动词当作独立词性是不一致的）。因此，后一种动词有时被称为助动词（“句法复合动词”作为复合动词）。有些词，如「保障しかねる」，其含義與本義相去甚遠，類似於助動詞。此外，還有很多與原用法不同的情況，如「動き出す」（「出す」是他動詞，「動き出す」是自動詞）。

### 例子
- 一個階段的表示：「始める」、「出す」、「続ける」、終わる」、「過ぎる」
- 表示相互的行為：「あう」
- 表示存在或位置的變化：「出す」、「込む」
- 敬語：「なさる」(「なす」、「する」的尊敬語。)
- 可能性或容易性的表示：「う (得) る」、「かねる」
- 也形成複合形容詞或形容動詞「やすい」、「にくい」、「勝ちだ」、[がちだ] (接尾辭)也具有相似的特徵。

## 歷史
古語中的助動詞「たり」是「てあり」的縮約表現，「り」是接續在動詞連用形後「あり」的動詞，結尾的「り」被視為助動詞。其他助動詞如「候ふ」和現代日語「ます」（「まいらする」）也是從助動詞衍生而來。使用「て」的助動詞在現代語言中尤為常見，例如將現代語的「夜が更けてゆく」更改為「更けゆく」，就會變成了擬古文的表現。

## 其他語言
韓語也有許多與日語相似的補助用語，透過詞尾附在動詞的連詞形式或詞幹上來達到目的。請參閱韓語文法 。
其他語言也有復合動詞（英语复合动词和连续动词结构），並且有組成複合動詞的動詞之一的含義被稀釋後泛化，並成為助動詞的例子。英語的助動詞（May、Can、Will、Shall、Have等）也源自於歷史語法上有意義的動詞。在許多語言中，復合動詞的總體歷史變化大致為：獨立動詞→助動詞→助動詞→附著語素或詞綴。